# Sipos család (kézdimárkosfalvi)

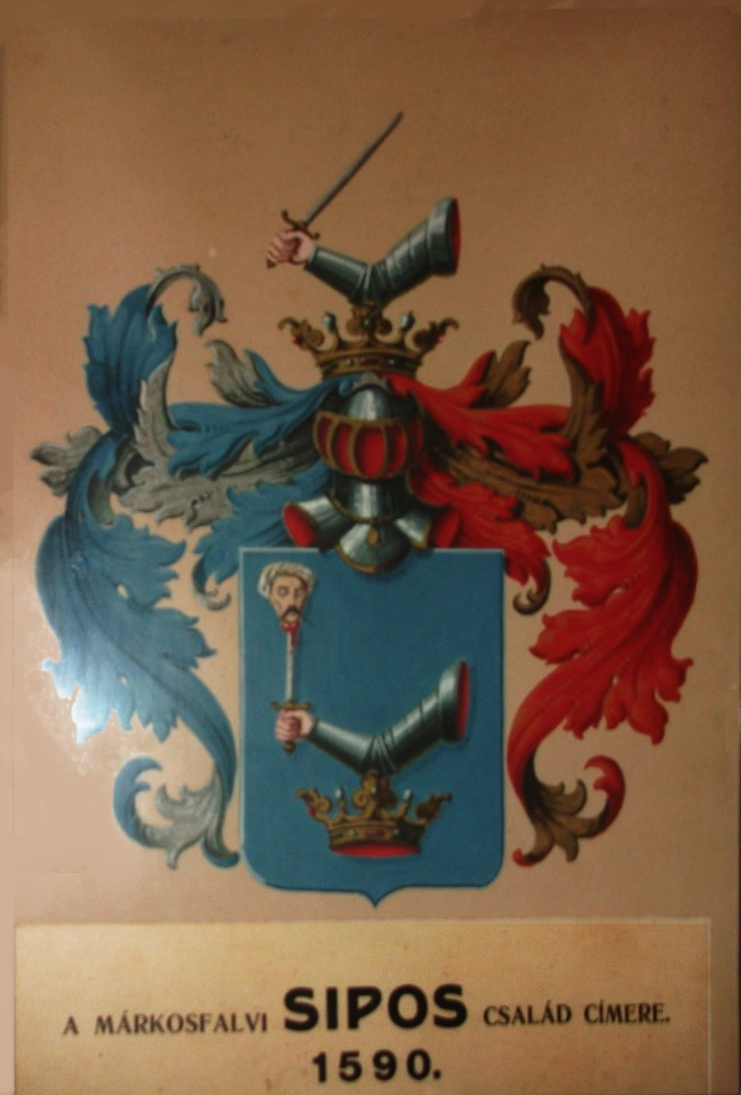
Sipos Bálint és Sipos Benedek 1590. október 4-én Gyulafehérvárott Báthory Zsigmondtól kapott címere

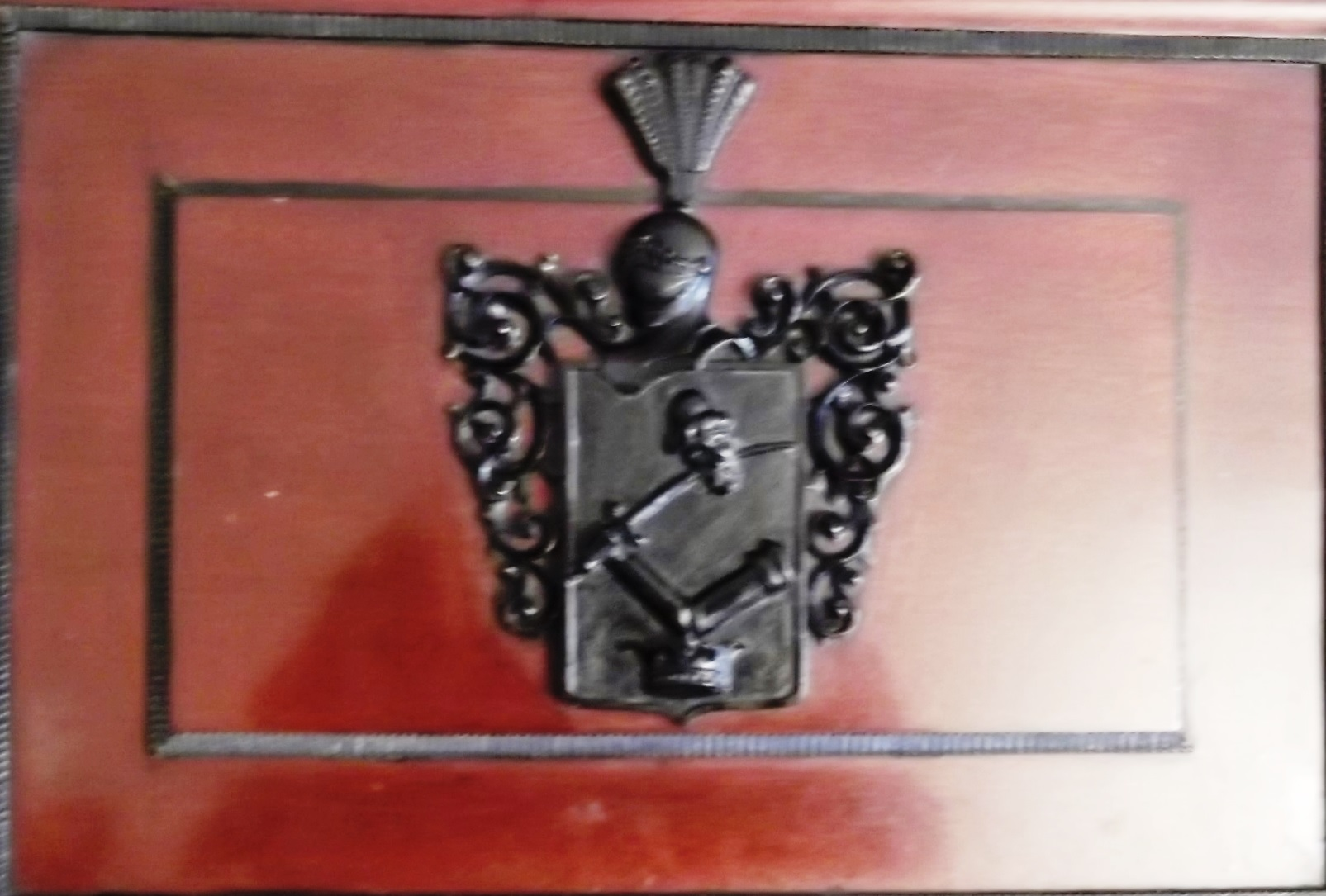
Sipos Bálint és Sipos Benedek 1590. október 4-én Gyulafehérvárott Báthory Zsigmondtól kapott címere

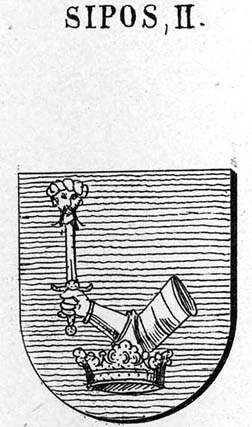
Sipos Bálint és Sipos Benedek 1590. október 4-én Gyulafehérvárott Báthory Zsigmondtól kapott címere

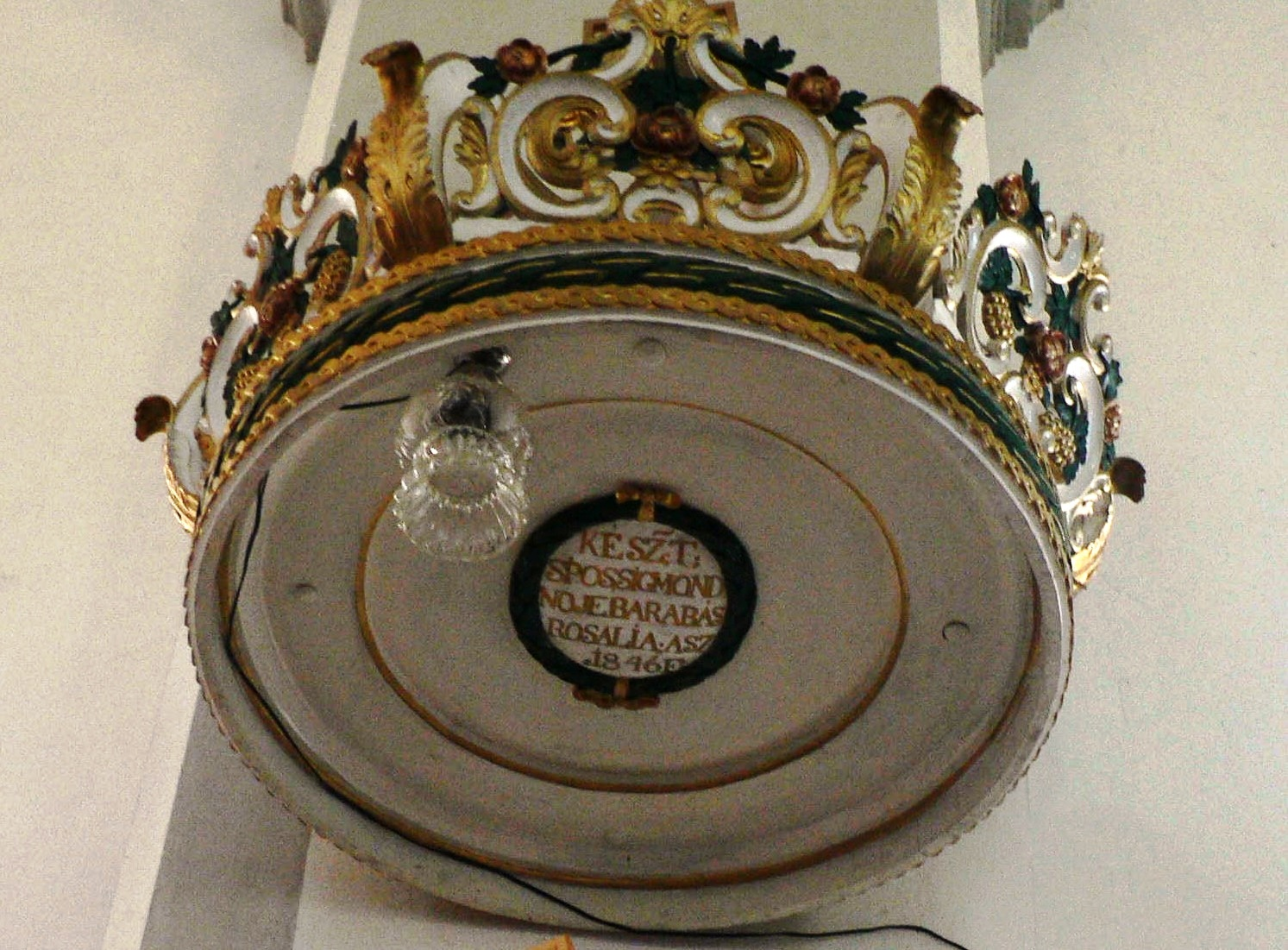
A Kézdimárkosfalvi református templomban a szószék feletti korona, készítette Sipos Zsigmond és nője Barabás Rosália asszony 1846-ban

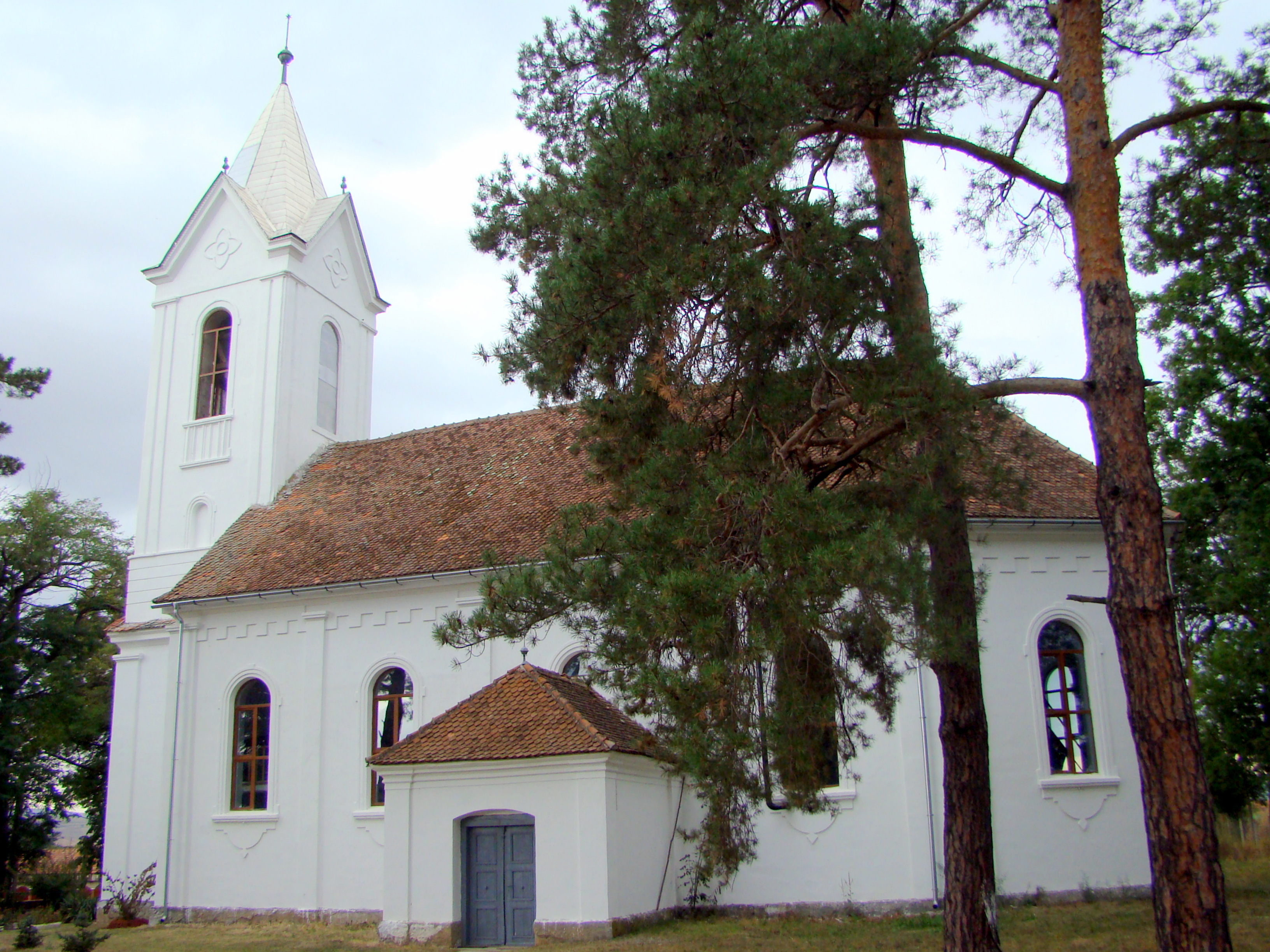
A Kézdimárkosfalvi református templom 2019-ben

A márkosfalvi Siposok az 1400-as évek elejétől Kézdimárkosfalván éltek, ugyanis periratok alapján bizonyított, hogy Sipos Benedek és 1497 előtt elhunyt fia Sipos Miklós, Kézdimárkosfalván földbirtokosok voltak. A márkosfalvi Sipos családfa okiratok, családfa rajzok, anyakönyvek és szakirodalmi források alapján az 1590-ben nemességet szerző Sipos Bálinttól részletesen levezethető.

## A Sipos család eredete
- „Székely volt az, aki a székely székek egyikében élt, és a három fő katonai rend, a nemes, a lófő vagy a gyalogos puskás között teljesített hadi szolgálatot, esetleg solymár vagy darabant volt”.[1]
- A síposok a hadban szolgáltak, sípot fújtak (fistulator latin magyarul sípos nevüket innen nyerték), valamint muzsikusok, zenészek is voltak a síposok, sípot fújó, vagy valamilyen sípon, fúvóhangszeren játszó, játszani tudó személyek voltak. A Sípos vezetéknév – katonáskodásra utaló foglalkozási név – a XIII. század elején alakult ki. Pl. „1277: Sypus,…1409: Sypos,…1439: Sipos,…1522: Zypws, 1553: Sӱpos,…stb.[2]
- Nagyobb erdélyi Sípos családok között voltak például a nyárádgálfalvi, maroskeresztúri, rigmányi, vadasdi, somosdi Sípos családok Marostorda vármegyében,[3] a léczfalvi, martonosi, márkosfalvi Sipos családok Háromszék vármegyében[4] éltek.
- A kézdimárkosfalvi Siposok a XV. század eleje óta biztosan Kézdimárkosfalván éltek. Szabó Károly (szerk.) 'Székely oklevéltár III. kötet' című munkájában részletesen ismerteti a Domokos Pál (1471 – ?) ellen indított pert, amiben szerepelt néhai márkosfalvi Sipos Benedek és fia, néhai Sipos Miklós. Sipos Miklós (Nicolaus, Sijpos, Sijpws, Sypos) örökségéért hosszú per folyt 1497-1548 között, amely a néhai márkosfalvi Szép Péter Kézdi széki márkosfavi örökségéért folyó per része volt. Sipos Miklósról – mivel a per 1497-ben kezdődött – feltételezhető, hogy ő már 1497 előtt meghalt. A periratok eredetije a Domokos család levéltárában volt fellelhető. A perben 1548-ban 13. tanúként szerepelt Sipos Dénes.[5]
- A kézdimárkosfalvi Sipos család Dr. Komáromy András kutatásai alapján: „Törzsökös székely család, melynek két tagját: márkosfalvi Sipos Bálintot és Demetert Báthory Zsigmond erdélyi vajda Gyulafehérvárott 1590. október hó 4-én kelt levelével a kézdiszéki primipilusok (lófők) rendjéből országos nemességre emelte és czímerül háromszegletű kék paizsban görbe kardot tartó kart adományozott nekik. A paizs feletti zárt sisak dísz nélkül való, a sisaktakarók pedig nincsenek leírva az armálisban, melynek eredetijét Sipos Sámuel 1766-ban a marosvásárhelyi királyi táblán fölmutatta és átíratta. Az adományozott czímer később annyi változáson ment keresztül, hogy a kard hegyére levágott fő tűzetett.”[6]

## A márkosfalvi Sipos család címere
Sipos Demeter és testvére Sipos Bálint a nemesi okiratot Somlyói Báthory Zsigmondtól, Erdély fejedelmétől Gyulafehérvárott 1590. október 4-én kapta, amit Kovacsóczy Farkas kancellár is aláírt. Továbbá címeréül háromszegletű kék pajzsban görbe kardot tartó kart adományozott nekik. A címerben lévő kard hegyére később (az időpontot nem ismerjük, de valószínűleg 1595 után) egy török fej lett tűzve. (Az 1568–1594 békésebb időszak után a törökök elleni jelentősebb hadműveletek 1595-ben kezdődtek.)
Sipos Béla I-nek az eredetiről szóló 1940-es feljegyzésében a márkosfalvi Sipos család nemeslevele az alábbiak szerint lett megfogalmazva:  

„Mi Somlyói Báthory Zsigmond Erdély fejedelme és a székelyek grófja jelen soraink által adjuk emlékezetül mindazoknak, a Kiket illet, hogy mi midőn egynéhány tanácsos urainknak az okból való alázatos közbenjárására igazságosan megvizsgálván és megfontolván Márkosfalvi Sipos Demeter és Sipos Bálint agilis  nemeseknek hűségét és hív szolgálatait, melyet minden időben és helyen hozzanak és ezen országhoz tartoztak és ragaszkodnak és a jövőben is tartozni és ragaszkodni szándékoznak. Ugyanezen Sipos Demetert és Bálintot Kézdi széknek hátramaradt Primipilusainak  (lófő, székely huszár) állományából és rendjéből kitörültettük és ezen Erdély országnak valódi nemeseinek sorába és számába írattuk, és ehhez képest oda számítjuk, sorozzuk és írjuk, határozottan elrendelvén, hogy ennél fogva ezentúl ugyanazon Sipos Demeter és Bálint és mindkét nemű leszármazottai valódi és kétségtelen nemesembereknek tartassanak és tekintessenek. Ennél fogva igaz és bizonyos nemességük jelvényébe égszínű kép, katonai pajzzsal betakart emberi kar kezében a pajzs felső széle felé egyenes kardot emelve annak végén levágott török fejjel, felette zárt sisak legyen helyezve, melynek csúcsából tincsek vagy különböző színű és szétfutó szalagok vagy levelek a pajzs minden részét szépen körülfutják és kerítik. Megfontolt elhatározással elrendeltetik, hogy levelünk utasításai festőnek keze és művészete által világosabban kifejeztessenek és lefestessenek, és ezt tudomásul Nekik, valamint mindkét nembeli örököseiknek és utódaiknak adtuk és azokra ráruháztuk, helyeselvén és megengedvén, hogy ők és utódaik más valódi és jeles fegyverviselő nemesek szokása szerint mindenütt: csatákban, fegyver játékokban, tornákban, párviadalok és magán harcaik, valamint bármi más nemesi gyakorlatukon, nemkülönben udvaraik, házaik, pajzsaik, sátraik, pecsétjük, edényeik, zászlóik, sírboltjaik, lándzsáik, általában pedig bármely ügyük, tárgyalásaik és eljárásuk alkalmával tiszta és becsületes nemességük címén, mellyel őket úgy mindenkitől, mint az egyesektől - bármely állapotú, állású, méltóságú és kitűnőségű emberekként élnek  címeztetni, tartatni, neveztetni és tiszteltetni akarjuk. Viseljék és hordják mindazon összes és egyes tiszteletet, kegyet és előjogokat, kedvezményes szabadságokat, sérthetetlenséget és elsőbbségeket, melyeket a fent említett Erdély országunk többi valódi és született nemesei és katonai emberei bármely jog és szokás alapján használnak, élveznek és magukénak tartanak, azokat örökké használhassák, élvezhessék és azoknak örvendezhessenek. Melyeknek emlékezetéül és örök erősségéül jelen függő és hiteles pecsétünk által megerősített levelünket nevezett Sipos  Bálintnak és Demeternek és az Ők mind két nemű valamennyi örököseiknek és utódaiknak kibocsátani és kézbesíteni rendeltünk. Kelt Gyulafehérvár városunkban október hó 4-ik napján az Úr 1590-ik esztendejében.”

## A márkosfalvi Sipos családfa
Sipos Demeter leszármazottait nem ismerjük.
 
Testvére Bálint, akivel együtt 1590. október 4-én nemességet szerez.
Sipos Bálint leszármazottai: 
- A1 Bálint (1560 k.-†1614-1619) neje: Aszalos Anna.
  - B1 Mihály I. (1590 k.- †1658 k.) neje gidófalvi Csiszér Kata.
    - C1 Péter (1615 k.-†1658-1661 k.)
    - C2 Mihály II. (1622 k.-†1680-1683 k.)
      - D1 Mihály III. (1650 k.–† 1684 k.)
      - D2 Pál I. (1655 k.– † 1684 után]) neje Tusa Jusztinia.
        - E1 Pál II. (1680 k.–†1735-1739)
          - F1 Pál III. (1720 k.–†1781 január 24.) 1. neje: Szentkirályi Ilona (1730 k.-†1767 k.) 1755. 2. neje: Bartha Kata (1740 k.-†1787 augusztus 15. után.) 1768. 
            - G1 József (1760 k.–†1808 január 5.) neje Gajdo Borbála, 1784. január 6.
            - G2 Gábor (1766 július 9.–†1832 március 20.) 1. neje nagyborosnyói Bartha Sára (1770 k.–†1831 január 10) 1792. március 5. 2. neje kisborosnyói Tompa Sára. 1797.
              - H1 Zsuzsanna (2. házasságból) (1797 október 8.-†1878 október 13.) férje ikafalvi Dienes (Dénes) Balázs (Ikafalva, 1780-†Ikafalva, 1850 január 27.). Kézdimárkosfalva, 1838 július 30. Dienes Balázs első felesége László Betulia (1775-†1866 augusztus 23.) Elváltak.
              - H2 Zsigmond (2. házasságból) (1800 május 9.-†1881) neje márkosfalvi Barabás Rozália. (1804 január 4.-†1873 június 16) Kézdimárkosfalva, 1827 április 17.
              - H3 Sámuel (2. házasságból) (1806 október 25.-†1841 október 16) neje Botár Inesz (1813 december 8-†Kézdimárkosfalva 1895 október 27.) Kézdimárkosfalva, 1833 október 25. Botár Inesz szülei Botár József (Csíktaploca, 1770-†Kolozsvár, 1846 október 12.) Pensionatus Supremus Vigiliarum Magister (ma néven őrnagy) és Canciani Katalin (Udine, 1780-†Kolozsvár, 1860 július 2) Botár Inesz második férje márkosfalvi Barabás Dániel. (Kézdimárkosfalva, 1820 április 11-†Kézdimárkosfalva, 1871 november 24.) Kézdimárkosfalva 1852. április 12.
                - I1 Ferenc (Kézdimárkosfalva, 1836 április 10)-†1927 október 21.) neje márkosfalvi Barabás Mária (Kézdimárkosfalva, 1836-†Páva, 1938 január 6.) Kézdimárkosfalva, 1859 október 27.
                  - J1 László (Kézdimárkosfalva, 1860 november 17.-†Versec 1886 július 30.) 1886. július 30-án Herceg Ferenccel párbajozott Versecen. A párbajban halálos sebet kapott, a helyszínen elvérzett.[7] Ferenc ágán a Sipos család férfi ága kihalt. A Sipos ág fiú ága Sipos Ferenc testvérénél, Sipos Györgynél, annál is csak Sipos Béla I. két fiánál (Sipos Béla II. és Sipos Géza) folytatódott.
                  - J2 Irma (Kézdimárkosfalva, 1863 október 1.-†Páva, 1942 április 22.) Nem ment férjhez.
                  - J3 Mária (Kézdimárkosfalva, 1873 október 21.-†Páva, 1947 augusztus) férje: Bartha Károly I. (Páva, 1867-†Páva, 1943 március 12.) pávai (Páva 1964 óta Zabola része) tanító. Páva, 1897 június 19.
                    - K1. Bartha Jenő (Páva, 1898 április 15.-†Páva, 1969)
                    - K2. Bartha Károly II. (Páva, 1900. január 22.-†[[Dachau]], 1945) neje Rosenthal Róza
                    - K3. Bartha Gabriella (Ella) (Páva, 1902 február 10.-†Kovászna, 1986 április 13.) Nem ment férjhez.
                    - K4. Bartha Irma (Páva, 1904 március 30.-†Kovászna, 1997 május 10.) férje: kovásznai Olosz Ferenc I. (Kovászna, 1899 október 10.-†Kovászna, 1976 április 7.) kántortanító.

                - I2 György (Kézdimárkosfalva, 1841 szeptember 20.-† Kézdimárkosfalva, 1928 január 13) 1. neje: kézdivásárhelyi Kovács Róza. (Kézdivásárhely, 1843 február 9.-† Kézdimárkosfalva, 1889 április 12). Kézdivásárhely, 1865 szeptember. 26. 2. neje: Hadnagy Ottilia. (Dálnok, 1849 szeptember 4.-†Kézdimárkosfalva, 1907 október 17.) Dálnok, 1890 január 12.
                  - J1 Gábor (1. házasságból), Kézdimárkosfalva, 1869 május 5.)-†Debrecen, 1950 október 9.) neje: herpályi Veress Mária. (Kisújszállás 1874 május 29.)-†Debrecen, 1943 augusztus 13.) Debrecen, 1896 május. 26. Veress Mária szülei: Dr. Veress Károly és Kiss Rozália.
                  - J2 Gyula (1. házasságból), Kézdimárkosfalva, 1872 szeptember 20.)-†Budapest, 1959 október 9.) 1. neje: Mazaly Etelka. (1881-†Pécs, 1938 március 26. ) Pécs, 1903 január 15. 2. neje: szentgyörgyi-bogdi Papp Irén [Ica] (1898 október 29.-†Budapest 1979 április 24. ) Budapest 1942 május 2. 1915-től a székesfehérvári 17. honvéd gyalogezred parancsnoka volt és az első Isonzó-csatától a háború befejezéséig az olasz fronton harcolt. Ld.: A tizenhetesek. 1914-1917.[8] 17-esek a Világháborúban. 1914-1918.[9]
                  - J3 Béla I. (1. házasságból), (Kézdimárkosfalva, 1875 szeptember 16.-†Székelyudvarhely, 1967 december 3.) neje: Fodor Malvin . (Dobsina, 1884 szeptember, 16.-†Kolozsvár, 1962 november 20.) Fodor Malvin szülei: Dr. Fodor Béla orvos Reuss Malvin Lujza.
                    - K1 Béla II. (Rimaszombat, 1904 augusztus 8.-†Budapest, 1980. szeptember 17.) neje: Szakács Dóra (Fellak, 1914 október 19.-†Budapest, 1998. május 28.) Sajóudvarhely, 1944 május 25. Jogász, államügyész.
                    - K2 Géza (Rimaszombat, 1905 november 8.-†Székelyudvarhely, 1993 április 16.) neje: Csató Irén (Székelyudvarhely, 1911 július 14.-†Székelyudvarhely, 1992 január 4.) Székelyudvarhely, 1934 szeptember 23. Református pap.

                  - J4 Etelka (1. házasságból), (Kézdimárkosfalva, 1881 október 17.-†Barót, 1950 március 7.) férje: Jakó Pál II. (Lisznyó, 1879 február 3.-†Kézdivásárhely, 1965) Jakó Pál I. szülei Jakó László I. és lécfalvi Gyárfás Emília.
                    - K1 Jakó Pál III. (Székelytamásfalva, 1906 július 20.-†1965) neje: Lénárd Ilona. (1909 augusztus 23.-) Kézdivásárhely, 1934 szeptember 22.
                    - K2 Jakó László II. (Székelytamásfalva, 1908 május 18.-†Budapest, 2001 július 26.) 1. neje: Lökös Edit (1928 július. 22.-) 2. neje: Zakariás Katalin (1913 április 16.-†Budapest 2013) Budapest 1972.
                    - K3 Jakó Emília (Székelytamásfalva, 1912 július 22. –) férje: Borbáth Zoltán.
                    - K4 Jakó Etelka (Székelytamásfalva, 1915 december 16.-†Kézdivásárhely, 1999. július 26.) férje: Θ Bogdán Elemér (Sepsiszentgyörgy, 1914 október 19.-†Kézdivásárhely, 1988), Barót, 1938 március 28. Kézdivásárhelyen fényképészek voltak.
                    - K5 Jakó Rozália (Székelytamásfalva, 1917 május 1.-†2003 k.) férje: Komsa Lajos.
                    - K6 Jakó Erzsébet (1920 január 2.-†2003) férje: Székely József.

                  - J5 László (2. házasságból), (Kézdimárkosfalva 1892 december 9.-†Kolozsvár, 1964 október 15 ) neje: Csekme Irma (1894-†Kolozsvár 1980) 1922. k.

      - D3 Gábor (Kézdimárkosfalva, 1666 k.-) neje: Aszalos Ilona.
        - E1 Sámuel I. (Kézdimárkosfalva, 1700 k.-†Nagyenyed, 1750 után) neje: Dobolyi Anna.
          - F1 Sámuel II. (Kézdimárkosfalva, 1735 k.-†Nagyenyed, 1769 k.) neje: Kovács Katalin. Szűcsmester, aki családjának címeres levelét 1766-ban a Marosvásárhelyi királyi táblán átíratta.
            - G1. Pál (Nagyenyed, 1759 október 16.-†Szászváros, 1816 szeptember 15.) Sipos Pál (matematikus), Lelkész. Irodalom: Szinnyei József: Sipos Pál.[10][11]

          - F2 György (Nagyenyed, 1738 k.-) neje: Tétsi Kata.
            - G1. János I. (Nagyenyed, 1777-†Kolozsvár, 1862 április 11.) neje: Finta Anna. Említve. 1794-1805. „Sipos József I. és Sipos János nagyenyedi lakósok 1794-1805. között nemességigazoló pört folytatnak. Nagy-Enyed város elöljárósága 1804. május 8-án bizonyítványt adott arról, hogy márkosfalvi Sipos János csizmadia mester igaz nemes szabadságban élő ember. A bizonyítvány hátlapján Sipos János feljegyezte, hogy Sipos Teréz nevű leánya 1805. október 14-én, Sipos Zsuzsanna pedig 1807. augusztus 5-én született ”[12]
              - H1 Pál (Nagyenyed, 1803 k.-†Kolozsvár, 1860.) neje: Baritz Amália. (1806 k.-†Kolozsvár, 1862 után) Megyei tiszti ügyész 1849-ig. 
                - I1 János I. (1838-†Kolozsvár, 1862 április 15.) neje: Horváth Berta. Kolozsvár, 1858
                  - J1. János II. (Kolozsvár, 1860 k.-)
                    - K1. János III. neje: Sándor Anna.
                      - L1. Zoltán.
                      - L2. János IV.

              - H2. Teréz (Nagyenyed, 1805 október 14.-†Kolozsvár, 1887 október 3.) férje: Csoma György sebész orvos. (1803†Kolozsvár, 1859 július 28.) Kolozsvár, 1829 k.
                - I1. Csoma Zsuzsanna. (Kolozsvár, 1830 november 4.-)
                - I2. Csoma Julianna (Kolozsvár, 1836-) férje: Boheczel Sándor.

              - H3. Zsuzsanna, (*Nagyenyed, 1807 augusztus 5.-†1862. előtt)
              - H4. Juliánna (Nagyenyed, 1809 k.-) férje: Maksai László.
                - I1. Maksai Miklós

              - H5. János II. 
                - I1. György (1844 k.-†1916 után) Θ Császár Kata. (*1866. k.-†Kunszentmiklós közelében a tassi szeretet otthonban, 1955.) Sipos György kelmefestő, Káposztásszentmiklóson élt, majd Dicsőszentmárton-ba települt. Császár Kata okleveles bába. Sipos György 1894 körül hagyta el a családját, amikor elmúlt ötven éves, ennek alapján 1844-ben születhetett. Húsz év múlva 1914-ben, amikor hetvenegy éves lehetett Sipos György, megjelent Kolozsvárott lakó unokaöccsénél, Lengyel Sándor nyomdai művezetőnél, akinek édesanyja (Sipos N.) Sipos György testvére. 1916-ban Sipos György elhagyta a kolozsvári rokonságot és nemsokára Galacból írt, ahol az ottani zsidó temetőnek volt a gondnoka. Azt is megírta, hogy átmegy Törökországba. Ezt követően nem jött hír felőle. Császár Kata szülei: Császár Ferenc és Oprisor Mária.
                  - J1. Domokos I. (*Dicsőszentmárton, 1892. augusztus 4.-†Dicsőszentmárton, 1927. december 22.) Θ Komáromy Graciána (*1900 május 2.– †Dunaújváros, 1990 október 5.) Dicsőszentmárton, 1919 június 7. Sipos Domokos író, költő. Nővére Etelka.
                    - K1. Domokos II. Dicsőszentmárton (*1920–†1989) neje Solty Márta.

              - H6. Sámuel (1813-†Kolozsvár, 1878 május 16.) neje: pénteky Pénteki Anna. (1831-†Kolozsvár, 1904 július 19.) Kolozsvár, 1871. Királyi országos főszámvevőségi számtiszt.
              - H7. Klára (Kolozsvár, 1820-†Kolozsvár, 1878 április 23.) férje: Jáger Mihály. (1825-†Kolozsvár, 1878 április 23. előtt.) Kolozsvár, 1855 augusztus 20.
                - I1. Jáger Teréz

          - F3. Anna I. (Kézdimárkosfalva, 1740 k.-) férje: Ábrahám József.

  - B2. István (Kézdimárkosfalva, 1586 k.-†Kézdimárkosfalva, 1635 előtt)
    - C1. Bálint (Kézdimárkosfalva, 1628 k.-†1682 után.) Folyfalva, majd Bonyha, református pap. 1682. február 3-án márkosfalvi birtokát bizonyos folyfalvi (marosszéki) jószágért elcserélte. Később Küküllő megyében Bonyhán telepedett meg és holta napjáig papi hivatalt viselt. Bonyhán szép udvarházat és birtokot szerzett, melyet azonban fiai gróf Bethlen Elekkel bizonyos Dányáni) Bonyha közelében attól északkeletre található jószágért elcseréltek.
      - D1. József I. (1668 k.-)
        - E1. József II. (1706 k.)
          - F1. Gábor (1752-†1800) neje: Nagy Mária. Említve 1754. 1755. és 1784. november 29. Nemességét igazolja II. József magyar király. Sipos Gábor Bonyháról Kóródszentmártonba költözködött, ahol osztályos rokonaival együtt hat egész jobbágytelket (antiqua ussio) és három örökös jobbágyot bírt, s ezen kívül magának különösen is volt Mezősolymoson egy telkes jobbágya. Kóródszentmárton adózó közönsége ellen nemességigazoló pört kezdvén a marosvásárhelyi királyi tábla által birtokos nemesnek ítéltetett, mely ítélet 1784. nov. 29-én legfelsőbb helyről jóváhagyatott. Gyermekei nem voltak.

      - D2. Sámuel I. (1670 k.) Bonyhán élt.
        - E1. Sámuel II., (1700 k.-)
          - F1. Mózes (1730 k.-†Kolozsvár, 1780. május 4.) Csizmadia mesterséget tanult és 12 esztendeig vándorolt külső országokban. Annak utána Kolozsvárra telepedett, hol közönségesen Bécsi csizmadiának hívták.
            - G1. Gábor (-†1803 előtt.) neje: Szőnyi Erzsébet. . (1751-†Kolozsvár, 1829 március 15.)
              - H1. Mária (Kolozsvár, 1774 február 12.-)
              - H2. József (Kolozsvár, 1780 május 3.-)

            - G2. Sámuel III., (1744-†Kolozsvár, 1810. szeptember 2.) neje Harm Mária (1747-†Kolozsvár, 1813 április 4) Csizmadia mester. A házsongárdi temetőben van eltemetve Sipos Sámuel csizmadia mester, akinek sírján a következő felirat volt: "Sipos Sámuelnek itt van temetése,\Három tsemetével lesz innen kelése"  
              - H1. János Kolozsvári polgár és haszonbérlő volt. Nemességét 1824-ben igazolta.

            - G3. Zsuzsanna férje: Matolcsy László.

      - D3. Pál
      - D4. János 20 éves korában, gróf Bethlen Elek bonyhai tiszttartója volt és a jobbágyok agyonverték.

## Jelentősebb kézdimárkosfalvi Siposok
- Sipos Domokos (1892-1927) erdélyi magyar költő, író
- Sipos Géza (1905-1993) református lelkész és egyházi író
- Sipos Gyula (parancsnok) (1872-1959) a Magyar Királyi székesfehérvári 17. honvéd gyalogezred parancsnoka 1915-1918., majd 1946-tól altábornagy
- Sipos László (kézdimárkosfalvi) (1860-1886), tanító, tiszthelyettes
- Sipos Pál (matematikus) (1759-1816), lelkész, matematikus
- Sipos Béla (közgazdász) (1945-) egyetemi tanár, tudományterület prognosztika, ökonometria

## Album

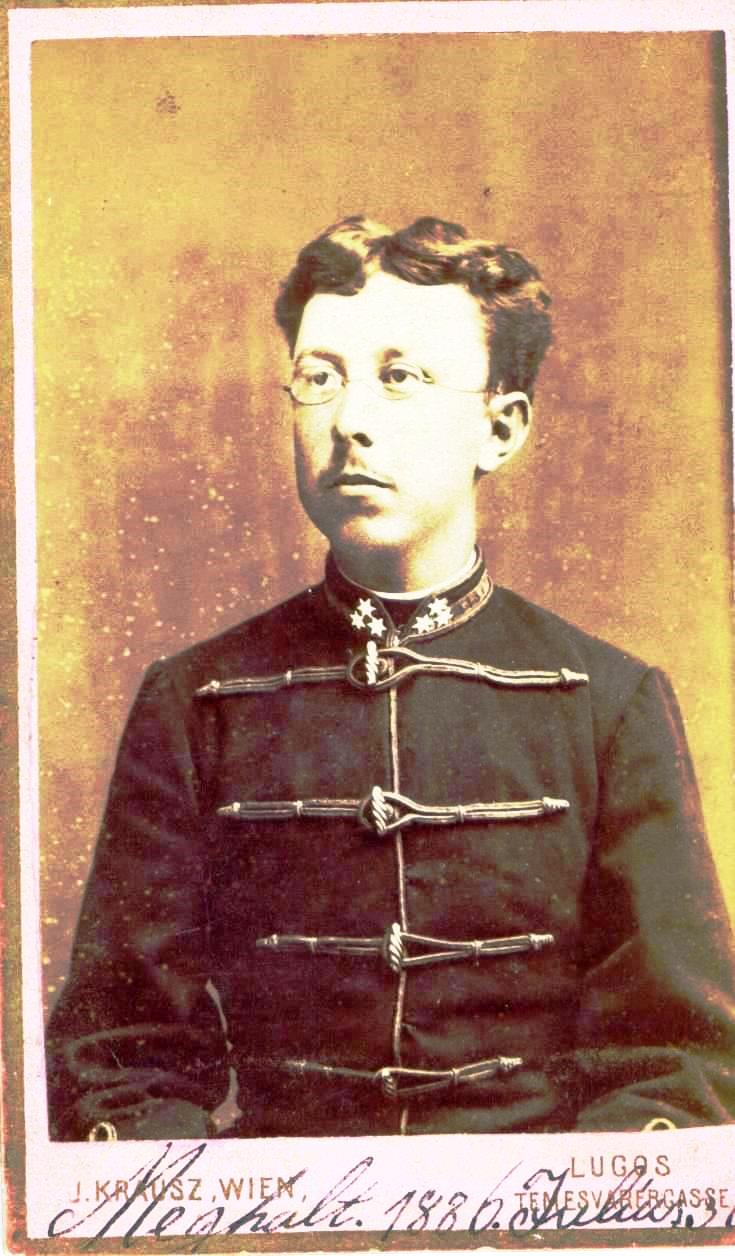
Sipos László (kézdimárkosfalvi), 1886 (tanító, tiszthelyettes)
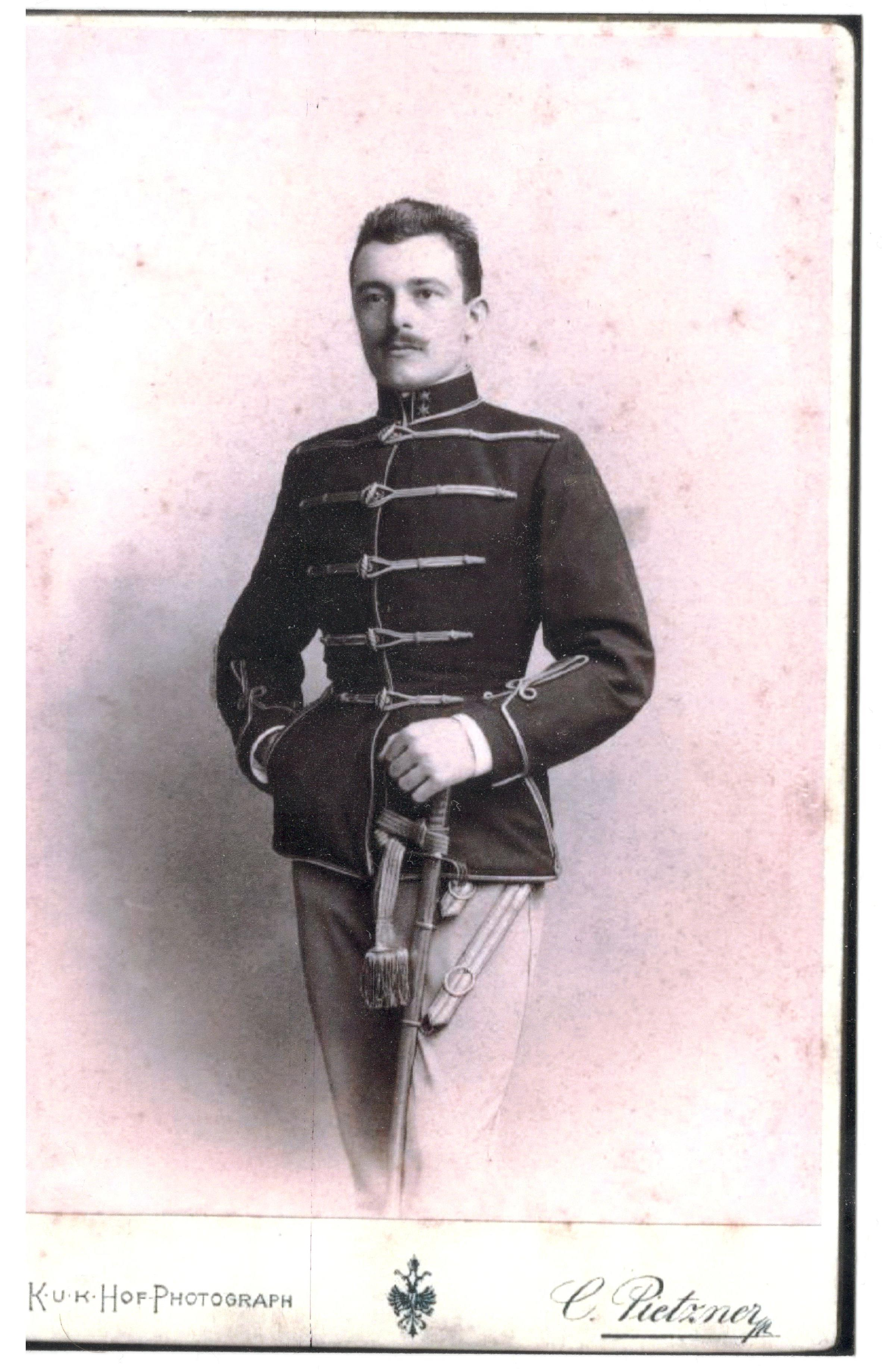
Sipos Gyula (parancsnok), 1886 (katonatiszt, altábornagy)
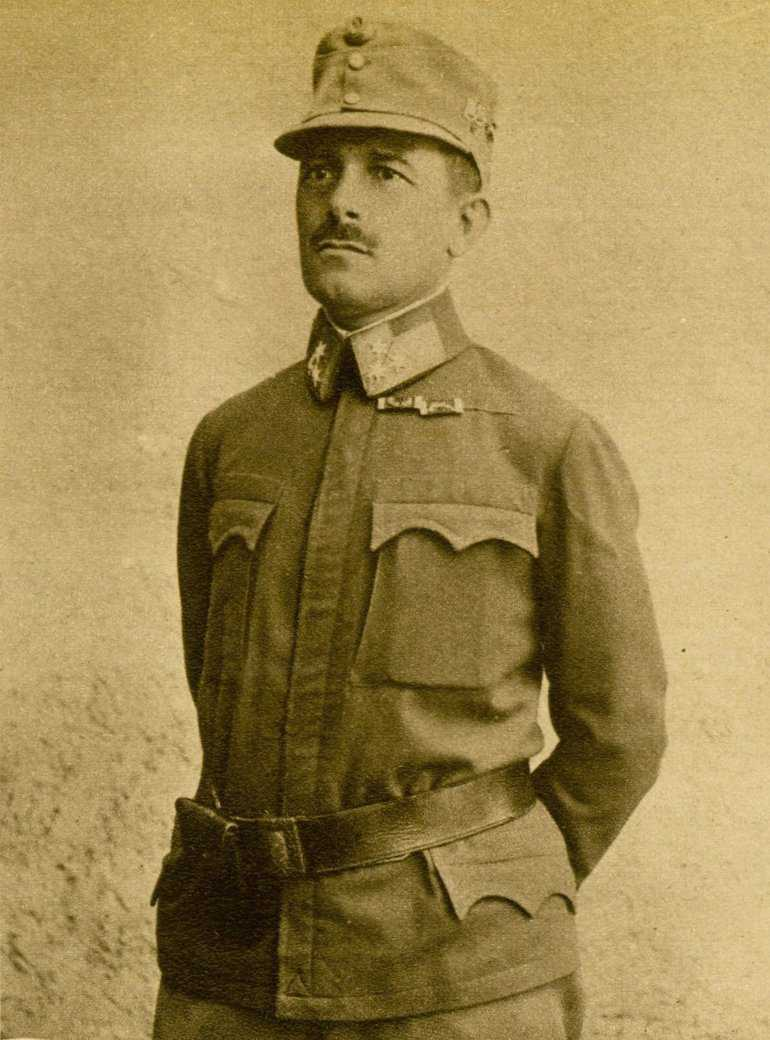
Sipos Gyula (parancsnok), 1916 (katonatiszt, altábornagy)
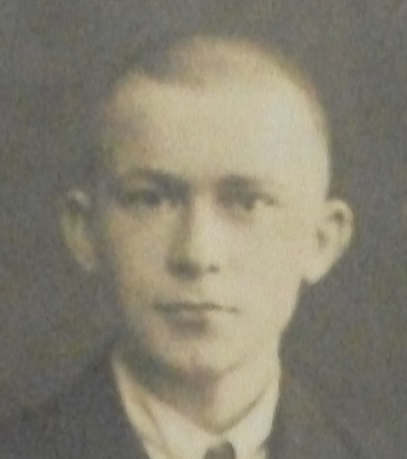
Sipos Géza, 1923 (református lelkész és egyházi író)
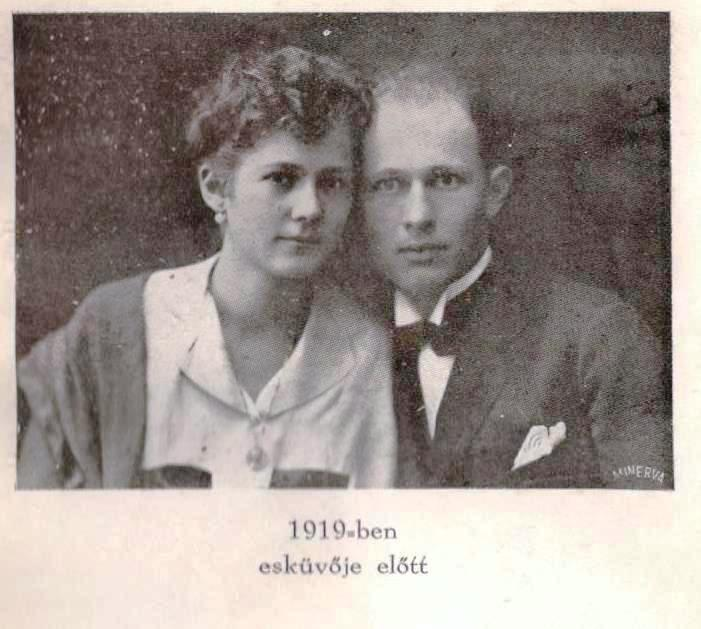
Sipos Domokos író, költő és felesége Komáromy Graciána 1919-ben esküvőjük előtt
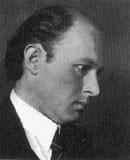
Sipos Domokos, 1925 (erdélyi magyar író, költő)
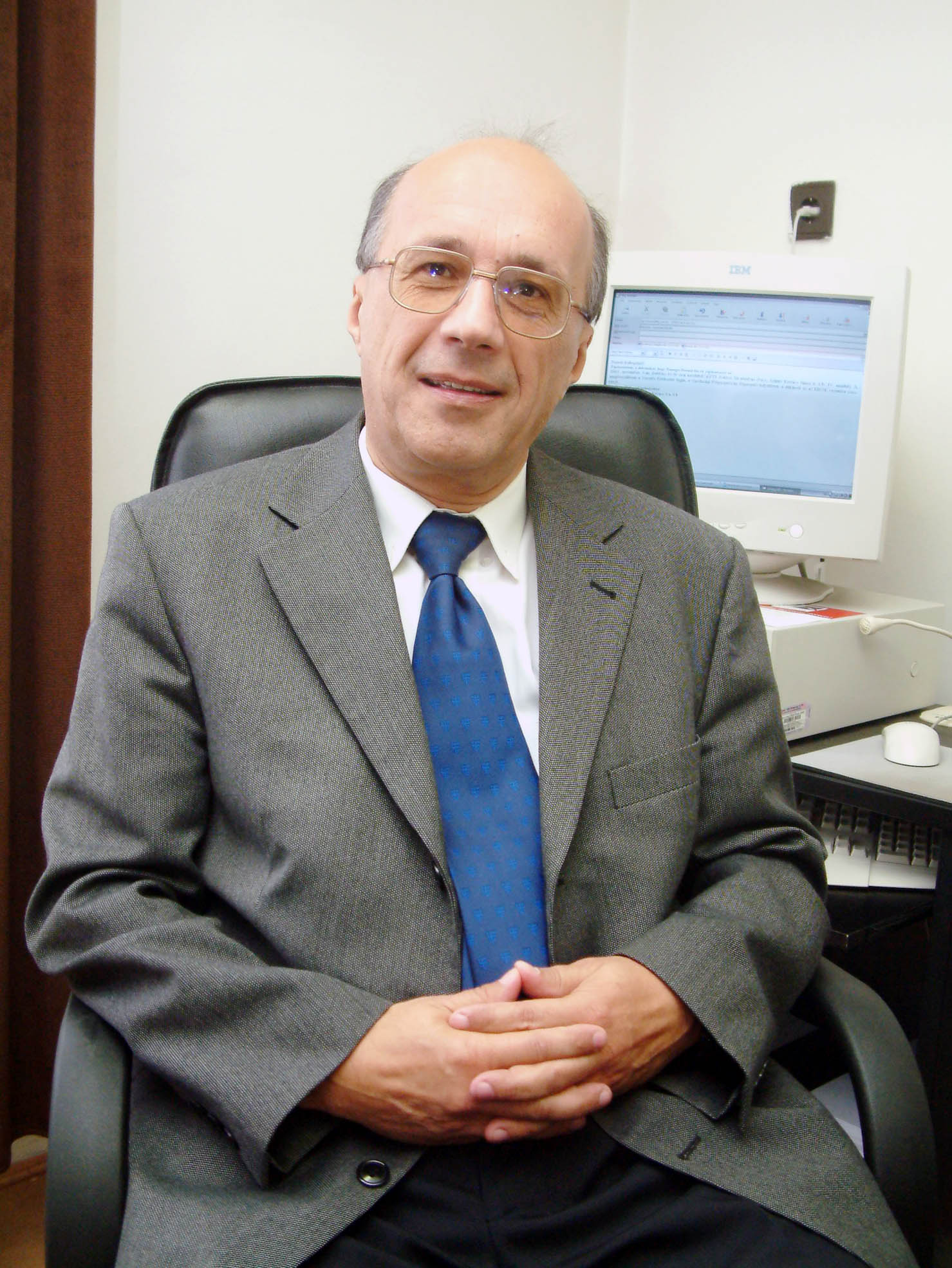
Sipos Béla (közgazdász) 2002 (egyetemi tanár, közgazdász)